# Час у Сполучених Штатах Америки

Мапа часових поясів США з 2 квітня 2006 по 11 березня 2007. Після того зміни відбулися лише в окремих округах Індіани

На території США, згідно з чинним законодавством, встановлено дев'ять часових поясів (time zones):
- Атлантичний час (Atlantic Standard Time (AST), UTC-4)
- Східний час (Eastern Standard Time (EST), UTC-5)
- Центральний час (Central Standard Time (CST), UTC-6)
- Гірський час (Mountain Standard Time (MST), UTC-7)
- Тихоокеанський час (Pacific Standard Time (PST), UTC-8)
- Аляскинський час (Alaska Standard Time (AKST), UTC-9)
- Гавайсько-Алеутський час (Hawaii–Aleutian Standard Time (HAST), UTC-10)
- Самоанський час (Samoa Standard Time (SST), UTC-11)
- Час Чаморро (Chamorro Standard Time (ChST), UTC+10)

Водночас, фактично у США наявні ненаселені території, що використовують час дванадцятого поясу — UTC+12 та UTC-12, що у сумі дає 11 поясів для всієї країни, що стільки ж, як і в Росії, однак менше, ніж у Франції.
На основній території країни (континентальна частина) щорічно з другої неділі березня до першої неділі листопада діє літній час — +1 година. Штат Гаваї, більша частина Аризони та заморські території не мають сезонних змін часу.

## Час у штатах і володіннях США
Межі часових у США можуть проходити не лише по кордонах штатів, а й по кордонах округів — адміністративних одиниць другого порядку, і навіть розділяти їх. Відтак, 14 з 50 штатів офіційно розташовані у двох часових поясах, також існує неофіційне дотримання.

### Атлантичний час,UTC−4
- Американські Віргінські Острови
- Пуерто-Рико
- острів Навасса (ненаселений)

### Східний час,UTC−5
- Округ Колумбія

Штати:
- Вермонт
- Вірджинія
- Делавер
- Джорджія
- Західна Вірджинія
- Індіана (більша частина)
- Кентуккі (східна частина)
- Коннектикут
- Массачусетс
- Мен
- Меріленд
- Мічиган (більша частина)
- Нью-Гемпшир
- Нью-Джерсі
- Нью-Йорк
- Огайо
- Пенсільванія
- Південна Кароліна
- Північна Кароліна
- Род-Айленд
- Теннессі (східна частина)
- Флорида (більша частина)

### Центральний час,UTC-6
штати:
- Айова
- Алабама
- Арканзас
- Вісконсин
- Іллінойс
- Індіана (частина)
- Канзас (більша частина)
- Кентуккі (західна частина)
- Луїзіана
- Міннесота
- Міссісіпі
- Міссурі
- Мічиган (частина)
- Небраска (більша частина)
- Оклахома
- Південна Дакота (більша частина)
- Північна Дакота (більша частина)
- Теннессі (західна частина)
- Техас (більша частина)
- Флорида (частина)

### Гірський час,UTC-7
- Аризона
- Айдахо (південна частина)
- Вайомінг
- Канзас (частина)
- Колорадо
- Монтана
- Небраска (частина)
- Невада (частина)
- Нью-Мексико
- Орегон (частина)
- Південна Дакота (частина)
- Північна Дакота (частина)
- Техас (частина)
- Юта (частина)

### Тихоокеанський час,UTC-8
штати:
- Айдахо (північна частина)
- Вашингтон
- Каліфорнія
- Орегон (більша частина)
- Невада (більша частина)

### Аляскинський час,UTC-9
штати:
- Аляска (більша частина)

### Гавайсько-Алеутський час, UTC-10
штати:
- Аляска (Алеутські острови)
- Гаваї

### Самоанський час,UTC-11
- Американське Самоа
- острів Джарвіс (ненаселений)
- атол Джонстон (ненаселений)
- риф Кінгсмен (ненаселений)
- атол Мідвей (ненаселений)
- атол Пальміра (ненаселений)

### Час Чаморро,UTC+10
- Гуам
- Північні Маріанські острови

### UTC+12
- острів Вейк (ненаселений)

### UTC-12
- острів Бейкер (ненаселений)
- острів Гауленд (ненаселений)

## Літній час
На більшій частині території США літній час вводиться другої неділі березня о 2:00 стандартного часу та скасовується першої неділі листопада о 2:00 літнього часу. Такий графік діє з 2007 р. Згідно з законодавством, штати і території можуть використовувати літній час за цим графіком, або не використовувати його зовсім. До 1966 року кожен штат міг самостійно визначати, коли вводити і скасовувати літній час. Після прийняття Акта про єдиний час єдиним можливим варіантом став літній час з останньої неділі квітня до останньої неділі жовтня. У 1986 та 2005 роках до цього акта вносилися поправки, що збільшували період використання літнього часу.
Літній час у США має назву «daylight saving time» (букв. час збереження денного світла), що більшою мірою відповідає його меті, ніж поняття літнього часу. Відповідно, у період дії літнього часу змінюються і назви часових поясів, а саме:
- Східний літній час (Eastern Daylight Time (EDT), UTC-4)
- Центральний літній час (Central Daylight Time (CDT), UTC-5)
- Гірський час (Mountain Daylight Time (MDT), UTC-6)
- Тихоокеанський літній час (Pacific Daylight Time (PDT), UTC-7)
- Аляскинський літній час (Alaska Daylight Time (AKDT), UTC-8)
- Гавайсько-Алеутський літній час (Hawaii–Aleutian Daylight Time (HADT), UTC-9)

## Історія
Перша зміна часу на території США у її сучасних межах — купівля у Росії Аляски. Там після п'ятниці 6 жовтня йшла ще одна п'ятниця — 18 жовтня, оскільки змінювався календар (юліанський на григоріанський) та переносилась лінія зміни дат.
Поясний час на континентальній частині США (за винятком Аляски й частини Мічигану) введено 18 листопада 1883 року. Гавайські острови встановили час UTC-10:30 у 1896 році. На Алясці у 1900 році було встановлено час чотирьох поясів (UTC-8, UTC-9, UTC-10 та UTC-11). Мешканці ж штату Мічиган тривалий час вагалися, за яким часом жити — східним чи центральним, ввівши у 1906 році центральний час і зрештою в 1916 р. зупинилися на східному.
Протягом часу, що минув з моменту введення поясного часу, межі поясів постійно зміщувалися на захід, оскільки округи, розташовані на східному краї певного поясу переходили на час східнішого поясу для отримання більше світлого часу увечері. Зокрема, відомо про такі зміни часу у Мічигані, Індіані, Кентуккі та Північній Дакоті.
У 1918—1919 роках на більшій частині території США використовувався літній час, що діяв з останньої неділі березня до останньої неділі жовтня.
У 1920—1941 та 1946—1965 роках лише окремі штати використовували літній час, причому могли мати власні схеми переходів.
З 9 лютого 1942 року по 30 вересня 1945 року у США (континентальні штати, Аляска, Гаваї та Пуерто-Рико) діяв так званий воєнний час, що був еквівалентним цілорічному літньому часу, або ж зміні стандартного часу на годину вперед.
Після Другої світової війни Гаваї змінили стандартний час на UTC-10. Більшість штатів, які використовували літній час, вводили його останньої неділі квітня, скасовували останньої неділі вересня. З другої половини 50-х років скасування літнього часу стало відбуватися останньої неділі жовтня.
У 1966 році був прийнятий Акт уніфікації часу. Гаваї, Аляска (до 1980 р.), Аризона (за винятком території племені Навахо), більша частина Індіани (з 1971 по 2005 рік) та Мічиган (у 1968—1972 рр.) не використовували літній час.
Внаслідок енергетичної кризи у 1974 році літній час вводився 6 січня (в Айдахо й Орегоні 3 лютого), а в 1975 році — 23 лютого (у Мічигані — 27 квітня).
30 жовтня 1983 року були змінені часові пояси Аляски. Відтепер їх кількість дорівнює трьом. У листопаді 2015 року кількість часових поясів Аляски була зменшена до двох.
З 1987 по 2006 рік початок літнього часу припадав на першу неділю квітня.
У 2006 році Індіана стала використовувати літній час.